# Corina Oproae
Corina Oproae   (Făgăraș, 1973) és una escriptora i traductora romanesa resident a Catalunya des del 1998, i amb nacionalitat espanyola des del 2001. Llicenciada en filologia anglesa i en filologia hispànica a la Universitat Babeş-Bolyai de Cluj-Napoca, ha publicat poesia i narrativa en castellà i català. El 2024 va guanyar el Premi Tusquets amb la novel·la La casa limón. Com a traductora de l'anglès i del romanès al català i al castellà, ha traduït autors com Marin Sorescu, Lucian Blaga, Gellu Naum, Ana Blandiana, Norman Manea, Dinu Flămând, Mary Oliver (Premi Nollegiu, 2018) o Tatiana Țîbuleac.

## Obres
- Mil y una muertes; Garua Libros (2016)
- Intermitencias; Sabina Editorial (2018)
- Desde dónde amar; Pretextos (2021)
- La mà que tremola; Llibres del Segle (2020)[4]
- La casa limón; Tusquets (2024)

## Premis i reconeixements
- 2014 - Premi Cavall Verd Rafel Jaume de Traducció Poètica, per la traducció, amb Xavier Montoliu, de Per entre els dies de Marin Sorescu.[5]
- 2015 - Premi de Traducció de Poesia Jordi Domènech, per la traducció de La meva pàtria A4 de Ana Blandiana.[6]
- 2024 - Premi Tusquets de Novel·la per La casa limón.[3]